# Saison 2009-2010 de l'AS Nancy-Lorraine
Maillots
Chronologie
Saison précédente Saison suivante
L'AS Nancy-Lorraine s'aligne pour la saison 2009-2010 en Ligue 1, en Coupe de France, en Coupe de la Ligue.

## Résumé de la saison
Afin d'insuffler une nouvelle dynamique pour cette saison, l'ASNL ne reconduit pas les contrats de Moncef Zerka ainsi que de Frédéric Biancalani, resté au club durant 16 ans à l'exception d'une seule saison, et recrute Djamel Bakar et Jordan Lotiès.
Après un bon démarrage et 2 victoires lors des deux premières journées, l'équipe alterne les bonnes et mauvaises performances, compensant ses nombreuses défaites à domicile (9 au total) par un nombre record de points pris à l'extérieur (26).
Durant cette saison, l'ASNL va constamment évoluer dans le ventre mou du championnat, sans jamais être inquiétée par la lutte pour le maintien, mais sans réaliser de coups d'éclat, et termine 12e.
L'équipe parvient en 8e de finale de Coupe de la Ligue en éliminant l'AS Monaco en 16e (victoire 2-0), mais s'incline lourdement à Toulouse (défaite 0-3). En Coupe de France, l'ASNL est éliminée 2-0 à domicile par Plabennec (club de National déjà tombeur de l'OGC Nice au tour précédent), après s'être qualifiée aux tirs au but aux dépens du SA Thiers, club de CFA2.

## Effectif professionnel
| N° | Nom                 | Poste     | Naissance  | Nationalité sportive | Sélection      | Contrat actuel | Dernier club                                  |
| 1  | Gennaro Bracigliano | Gardien   | 01/03/1980 | France               |                | 2013           | Formé au club - SCO Angers                    |
| 3  | Joel Sami           | Défenseur | 13/11/1984 | RD Congo             | RDC            | 2011           | Amiens SC                                     |
| 4  | Chris Malonga       | Milieu    | 05/01/1985 | République du Congo  | Congo          | 2011           | Formé au club                                 |
| 5  | André Luiz Silva    | Défenseur | 27/01/1980 | Brésil               |                | 2011           | Atletico Mineiro                              |
| 6  | Pascal Berenguer    | Milieu    | 20/05/1981 | France               |                | 2013           | Istres                                        |
| 7  | Bocundji Ca         | Milieu    | 28/12/1986 | Guinée-Bissau        |                | 2012           | Tours                                         |
| 8  | Jordan Lotiès       | Défenseur | 05/08/1984 | France               |                | 2013           | Dijon                                         |
| 10 | Issiar Dia          | Attaquant | 08/06/1987 | Sénégal              | Sénégal        | 2011           | Amiens                                        |
| 11 | Djamel Bakar        | Attaquant | 06/04/1989 | France               | France Espoirs | 2013           | AS Monaco                                     |
| 12 | Bakaye Traoré       | Milieu    | 06/03/1985 | France Mali          | Mali           | 2012           | Amiens SC                                     |
| 13 | Damián Macaluso     | Défenseur | 09/03/1980 | Uruguay              |                | 2010           | SS Sambenedettese Calcio                      |
| 14 | Paul Alo'o Efoulou  | Attaquant | 12/11/1983 | Cameroun             | Cameroun       | 2012           | Angers                                        |
| 15 | Youssouf Hadji      | Attaquant | 25/02/1980 | Maroc                | Maroc          | 2012           | Formé au club - Stade rennais                 |
| 16 | Damien Grégorini    | Gardien   | 02/03/1979 | France               |                | 2010           | OGC Nice                                      |
| 17 | Gaston Curbelo      | Attaquant | 08/04/1976 | Uruguay              |                | 2010           | Huracán Buceo                                 |
| 18 | Julien Féret        | Milieu    | 05/07/1982 | France               |                | 2011           | Stade de Reims                                |
| 19 | Samba Diakité       | Milieu    | 24/01/1989 | France Mali          |                | 2011           | Olympique Noisy-le-Sec Banlieue 93            |
| 20 | Mickaël Chrétien    | Défenseur | 10/07/1984 | Maroc                | Maroc          | 2012           | Formé au club                                 |
| 22 | Florian Marange     | Défenseur | 03/03/1986 | France               |                | 2010           | Bordeaux                                      |
| 23 | Jonathan Brison     | Milieu    | 07/02/1983 | France               |                | 2012           | Formé au club                                 |
| 25 | Reynald Lemaître    | Défenseur | 28/06/1983 | France               |                | 2012           | SM Caen                                       |
| 26 | Cheick Diabaté      | Attaquant | 25/04/1988 | Mali                 |                | 2010           | Bordeaux                                      |
| 27 | Abdeslam Ouaddou    | Défenseur | 01/11/1978 | Maroc                | Maroc          | 2012           | Formé au club - Valenciennes FC               |
| 28 | Floyd Ayité         | Milieu    | 15/02/1988 | France Togo          |                | 2010           | Bordeaux                                      |
| 29 | Alfred N'Diaye      | Milieu    | 06/03/1990 | France               | France -19     | 2012           | Formé au club                                 |
| 30 | Johan Lapeyre       | Gardien   | 03/08/1985 | France               |                | 2010           | Formé au club - Entente Sannois Saint-Gratien |
| 40 | Rémi Pillot         | Gardien   | 01/01/1990 | France               | France -19     | 2012           | Formé au club                                 |

## Transferts

### Été 2009
| Nom                  | Nationalité   | Transfert          | Provenance/Destination     | Division                 |
| Arrivées             |               |                    |                            |                          |
| Bocundji Ca          | Guinée-Bissau | Transfert (1 M€)   | Tours FC                   | Ligue 2                  |
| Jordan Lotiès        | France        | Transfert (1,2 M€) | Dijon FCO                  | Ligue 2                  |
| Bakaye Traoré        | France Mali   | Transfert          | Amiens SC                  | Ligue 2                  |
| Reynald Lemaître     | France        | Transfert          | SM Caen                    | Ligue 1                  |
| Florian Marange      | France        | Transfert          | FC Girondins de Bordeaux   | Ligue 1                  |
| Djamel Bakar         | France        | Transfert (2,5 M€) | AS Monaco                  | Ligue 1                  |
| Retours de prêt      |               |                    |                            |                          |
| Paul Alo'o Efoulou   | Cameroun      | Retour de prêt     | SCO Angers                 | Ligue 2                  |
| Marc-Antoine Fortuné | France        | Retour de prêt     | West Bromwich Albion FC    | Premier League           |
| Basile Camerling     | France        | Retour de prêt     | Clermont Foot              | Ligue 2                  |
| Jean Calvé           | France        | Retour de prêt     | FC Lorient                 | Ligue 1                  |
| Johan Lapeyre        | France        | Retour de prêt     | Entente Sannois-St-Gratien | National                 |
| Prêts                |               |                    |                            |                          |
| Cheick Diabaté       | Mali          | Prêt               | FC Girondins de Bordeaux   | Ligue 1                  |
| Floyd Ayité          | France Togo   | Prêt               | FC Girondins de Bordeaux   | Ligue 1                  |
| Départs              |               |                    |                            |                          |
| Frédéric Biancalani  | France        | Fin de contrat     | FC Metz                    | Ligue 2                  |
| Geoffrey Adjet       | France        | Fin de contrat     | Tours FC                   | Ligue 2                  |
| Marc-Antoine Fortuné | France        | Transfert (6 M€)   | Celtic Glasgow             | Scottish Premier League. |
| Moncef Zerka         | Maroc         | Libre              | FC Nantes                  | Ligue 2                  |
| Prêts                |               |                    |                            |                          |
| Landry N'Guemo       | Cameroun      | Prêt               | Celtic Glasgow             | Scottish Premier League  |
| Helder               | Brésil        | Prêt               | FC Rapid Bucarest          | Liga 1                   |
| Benjamin Gavanon     | France        | Prêt               | FC Sochaux                 | Ligue 1                  |
| Thomas Gaudu         | France        | Prêt               | AS Moulins                 | National                 |
| Basile Camerling     | France        | Prêt               | Amiens SC                  | National                 |
| Jean Calvé           | France        | Prêt               | Grenoble Foot              | Ligue 1                  |

### Hiver 2010
| Nom                    | Nationalité | Transfert       | Provenance/Destination | Division    |
| Arrivées               |             |                 |                        |             |
| Samba Diakité          | France Mali | 1er contrat pro | AS Nancy-Lorraine      | CFA         |
| Départs                |             |                 |                        |             |
| Veigar Páll Gunnarsson | Islande     | Transfert       | Stabæk Fotball         | Tippeligaen |

## Préparation d'avant-saison

### Matches amicaux
| 1er match amical | Aviron Bayonnais | 1 - 2   | AS Nancy-Lorraine              |                                  |                                  |
| 15/07/2009 19:00 | Degoul 85e       | (0 - 1) | 40e Brison · 65e Alo'o Efoulou | Stade Didier-Deschamps (Bayonne) | Stade Didier-Deschamps (Bayonne) |

| 2e match amical  | AS Nancy-Lorraine | 1 - 1   | Juventus  |      |      |
| 19/07/2009 18:00 | Ouaddou 45e       | (1 - 1) | 8e Amauri | Jœuf | Jœuf |

| 3e match amical  | AS Nancy-Lorraine   | 2 - 1   | CS Sedan-Ardennes |                |                |
| 25/07/2009 19:00 | Féret 40e · Dia 75e | (1 - 0) | 67 s.p Allart     | Neuves-Maisons | Neuves-Maisons |

| 4e match amical  | AS Nancy-Lorraine | 1 - 2   | AJ Auxerre                  |                                      |                                      |
| 01/08/2009 18:00 | Gavanon 70e       | (0 - 0) | 57e Coulibaly · 79e Niculae | Stade Charles Jacquin (Saint-Dizier) | Stade Charles Jacquin (Saint-Dizier) |

## Ligue 1

### Phase aller
| 1re journée                               | Valenciennes FC | 1 - 3   | AS Nancy-Lorraine                          |                                                                   |                                                                   |
| 08/08/2009 · 21:00 · 3e place, 3 points · | Samassa 5e      | (1 - 1) | 17e Féret · 60e Brison · 71e (pen.) Traoré | Stade Nungesser Spectateurs : 11 777 Arbitrage : Alexandre Castro | Stade Nungesser Spectateurs : 11 777 Arbitrage : Alexandre Castro |
| 08/08/2009 · 21:00 · 3e place, 3 points · | rapport         |         |                                            | Stade Nungesser Spectateurs : 11 777 Arbitrage : Alexandre Castro | Stade Nungesser Spectateurs : 11 777 Arbitrage : Alexandre Castro |

| 2e journée                                 | AS Nancy-Lorraine                                       | 4 - 0   | AS Monaco FC |                                                                     |                                                                     |
| 15/08/2009 · 19:00 · 1re place, 6 points · | Dia 30e · André Luiz 42e (pen.) · Alo'o Efoulou 49e 80e | (2 - 0) |              | Stade Marcel Picot Spectateurs : 17 099 Arbitrage : Anthony Gautier | Stade Marcel Picot Spectateurs : 17 099 Arbitrage : Anthony Gautier |
| 15/08/2009 · 19:00 · 1re place, 6 points · | rapport                                                 |         |              | Stade Marcel Picot Spectateurs : 17 099 Arbitrage : Anthony Gautier | Stade Marcel Picot Spectateurs : 17 099 Arbitrage : Anthony Gautier |

| 3e journée                                | Le Mans UC                  | 2 - 1   | AS Nancy-Lorraine |                                                                 |                                                                 |
| 22/08/2009 · 19:00 · 5e place, 6 points · | Helstad 44e · Le Tallec 50e | (1 - 0) | 90+3e Macaluso    | Stade Léon-Bollée Spectateurs : 8 492 Arbitrage : Wilfried Bien | Stade Léon-Bollée Spectateurs : 8 492 Arbitrage : Wilfried Bien |
| 22/08/2009 · 19:00 · 5e place, 6 points · | rapport                     |         |                   | Stade Léon-Bollée Spectateurs : 8 492 Arbitrage : Wilfried Bien | Stade Léon-Bollée Spectateurs : 8 492 Arbitrage : Wilfried Bien |

| 4e journée                                | Olympique lyonnais                 | 3 - 1   | AS Nancy-Lorraine |                                                             |                                                             |
| 29/08/2009 · 21:00 · 9e place, 6 points · | Gomis 38e · López 50e · Bastos 69e | (1 - 0) | 57e Hadji         | Stade Gerland Spectateurs : 34 193 Arbitrage : Saïd Ennjimi | Stade Gerland Spectateurs : 34 193 Arbitrage : Saïd Ennjimi |
| 29/08/2009 · 21:00 · 9e place, 6 points · | rapport                            |         |                   | Stade Gerland Spectateurs : 34 193 Arbitrage : Saïd Ennjimi | Stade Gerland Spectateurs : 34 193 Arbitrage : Saïd Ennjimi |

| 5e journée                                | AS Nancy-Lorraine | 0 - 0   | Toulouse FC |                                                                      |                                                                      |
| 12/09/2009 · 19:00 · 9e place, 7 points · |                   | (0 - 0) |             | Stade Marcel Picot Spectateurs : 17 062 Arbitrage : Hervé Piccirillo | Stade Marcel Picot Spectateurs : 17 062 Arbitrage : Hervé Piccirillo |
| 12/09/2009 · 19:00 · 9e place, 7 points · | rapport           |         |             | Stade Marcel Picot Spectateurs : 17 062 Arbitrage : Hervé Piccirillo | Stade Marcel Picot Spectateurs : 17 062 Arbitrage : Hervé Piccirillo |

| 6e journée                                 | FC Lorient                                          | 3 - 1   | AS Nancy-Lorraine   |                                                                      |                                                                      |
| 19/09/2009 · 19:00 · 12e place, 7 points · | Diarra 42e · Gameiro 60e · Monterrubio 90+3e (pen.) | (1 - 0) | 90+2e Alo'o Efoulou | Stade du Moustoir Spectateurs : 9 601 Arbitrage : Christian Guillard | Stade du Moustoir Spectateurs : 9 601 Arbitrage : Christian Guillard |
| 19/09/2009 · 19:00 · 12e place, 7 points · | rapport                                             |         |                     | Stade du Moustoir Spectateurs : 9 601 Arbitrage : Christian Guillard | Stade du Moustoir Spectateurs : 9 601 Arbitrage : Christian Guillard |

| 7e journée                                 | AS Nancy-Lorraine | 2 - 1   | FC Sochaux |                                                                      |                                                                      |
| 26/09/2009 · 19:00 · 9e place, 10 points · | Hadji 2e 38e      | (2 - 0) | 81e Martin | Stade Marcel Picot Spectateurs : 15 329 Arbitrage : Alexandre Castro | Stade Marcel Picot Spectateurs : 15 329 Arbitrage : Alexandre Castro |
| 26/09/2009 · 19:00 · 9e place, 10 points · | rapport           |         |            | Stade Marcel Picot Spectateurs : 15 329 Arbitrage : Alexandre Castro | Stade Marcel Picot Spectateurs : 15 329 Arbitrage : Alexandre Castro |

| 8e journée                                 | Paris Saint-Germain | 1 - 1   | AS Nancy-Lorraine |                                              |                                              |
| 03/10/2009 · 19:00 · 9e place, 11 points · | Sessègnon 18e       | (1 - 1) | 13e Hadji         | Parc des Princes Arbitrage : Stéphane Lannoy | Parc des Princes Arbitrage : Stéphane Lannoy |
| 03/10/2009 · 19:00 · 9e place, 11 points · | rapport             |         |                   | Parc des Princes Arbitrage : Stéphane Lannoy | Parc des Princes Arbitrage : Stéphane Lannoy |

| 9e journée                                  | AS Nancy-Lorraine | 0 - 3   | Olympique de Marseille                 |                                                                   |                                                                   |
| 17/10/2009 · 19:00 · 13e place, 11 points · |                   | (0 - 1) | 4e Valbuena · 78e Brandao · 80e Abriel | Stade Marcel Picot Spectateurs : 20 057 Arbitrage : Philippe Kalt | Stade Marcel Picot Spectateurs : 20 057 Arbitrage : Philippe Kalt |
| 17/10/2009 · 19:00 · 13e place, 11 points · | rapport           |         |                                        | Stade Marcel Picot Spectateurs : 20 057 Arbitrage : Philippe Kalt | Stade Marcel Picot Spectateurs : 20 057 Arbitrage : Philippe Kalt |

| 10e journée                                 | Grenoble Foot 38 | 1 - 2   | AS Nancy-Lorraine                    |                                            |                                            |
| 24/10/2009 · 19:00 · 12e place, 14 points · | Ljuboja 53e      | (0 - 0) | 73e (csc) Jemmali · 88e (pen.) Hadji | Stade des Alpes Arbitrage : Damien Ledentu | Stade des Alpes Arbitrage : Damien Ledentu |
| 24/10/2009 · 19:00 · 12e place, 14 points · | rapport          |         |                                      | Stade des Alpes Arbitrage : Damien Ledentu | Stade des Alpes Arbitrage : Damien Ledentu |

| 12e journée                                | US Boulogne  | 1 - 2   | AS Nancy-Lorraine   |                                                   |                                                   |
| 31/10/2009 · 19:00 · 9e place, 17 points · | Cuviller 15e | (1 - 1) | 10e Dia · 83e Hadji | Stade de la Libération Arbitrage : Clément Turpin | Stade de la Libération Arbitrage : Clément Turpin |
| 31/10/2009 · 19:00 · 9e place, 17 points · | rapport      |         |                     | Stade de la Libération Arbitrage : Clément Turpin | Stade de la Libération Arbitrage : Clément Turpin |

| 13e journée                                 | AS Nancy-Lorraine | 0 - 1 | AS Saint-Etienne |                                                                 |                                                                 |
| 07/11/2009 · 19:00 · 10e place, 17 points · |                   |       | 70e Payet        | Stade Marcel Picot Spectateurs : 16 076 Arbitrage : Alain Hamer | Stade Marcel Picot Spectateurs : 16 076 Arbitrage : Alain Hamer |
| 07/11/2009 · 19:00 · 10e place, 17 points · | rapport           |       |                  | Stade Marcel Picot Spectateurs : 16 076 Arbitrage : Alain Hamer | Stade Marcel Picot Spectateurs : 16 076 Arbitrage : Alain Hamer |

| 14e journée                                 | RC Lens                       | 2 - 1   | AS Nancy-Lorraine |                                                                  |                                                                  |
| 21/11/2009 · 19:00 · 12e place, 17 points · | Jemâa 80e · Monnet-Paquet 83e | (0 - 0) | 52e Alo'o Efoulou | Stade Félix-Bollaert Spectateurs : 31 189 Arbitrage : Bruno Coué | Stade Félix-Bollaert Spectateurs : 31 189 Arbitrage : Bruno Coué |
| 21/11/2009 · 19:00 · 12e place, 17 points · | rapport                       |         |                   | Stade Félix-Bollaert Spectateurs : 31 189 Arbitrage : Bruno Coué | Stade Félix-Bollaert Spectateurs : 31 189 Arbitrage : Bruno Coué |

| 15e journée                                 | AS Nancy-Lorraine | 0 - 3   | FC Girondins de Bordeaux                 |                                                                       |                                                                       |
| 29/11/2009 · 17:00 · 16e place, 17 points · |                   | (0 - 1) | 24e Fernando · 61e Wendel · 75e Gouffran | Stade Marcel Picot Spectateurs : 18 223 Arbitrage : Sébastien Moreira | Stade Marcel Picot Spectateurs : 18 223 Arbitrage : Sébastien Moreira |
| 29/11/2009 · 17:00 · 16e place, 17 points · | rapport           |         |                                          | Stade Marcel Picot Spectateurs : 18 223 Arbitrage : Sébastien Moreira | Stade Marcel Picot Spectateurs : 18 223 Arbitrage : Sébastien Moreira |

| 16e journée                                 | AJ Auxerre | 1 - 3   | AS Nancy-Lorraine                        |                                                                           |                                                                           |
| 06/12/2009 · 17:00 · 13e place, 20 points · | Birsa 34e  | (1 - 1) | 25e André Luiz · 51e Ouaddou · 86e Hadji | Stade de l'Abbé-Deschamps Spectateurs : 10 483 Arbitrage : Didier Falcone | Stade de l'Abbé-Deschamps Spectateurs : 10 483 Arbitrage : Didier Falcone |
| 06/12/2009 · 17:00 · 13e place, 20 points · | rapport    |         |                                          | Stade de l'Abbé-Deschamps Spectateurs : 10 483 Arbitrage : Didier Falcone | Stade de l'Abbé-Deschamps Spectateurs : 10 483 Arbitrage : Didier Falcone |

| 17e journée                                 | AS Nancy-Lorraine | 1 - 2   | Stade rennais                   |                                                                        |                                                                        |
| 12/12/2009 · 19:00 · 15e place, 20 points · | Féret 40e         | (1 - 0) | 48e (csc) Traoré · 70e Marveaux | Stade Marcel Picot Spectateurs : 16 029 Arbitrage : Christian Guillard | Stade Marcel Picot Spectateurs : 16 029 Arbitrage : Christian Guillard |
| 12/12/2009 · 19:00 · 15e place, 20 points · | rapport           |         |                                 | Stade Marcel Picot Spectateurs : 16 029 Arbitrage : Christian Guillard | Stade Marcel Picot Spectateurs : 16 029 Arbitrage : Christian Guillard |

| 11e journée                                 | AS Nancy-Lorraine       | 2 - 0   | OGC Nice |                                                                    |                                                                    |
| 16/12/2009 · 19:00 · 13e place, 23 points · | Féret 50e · Malonga 52e | (0 - 0) |          | Stade Marcel Picot Spectateurs : 15 328 Arbitrage : Damien Ledentu | Stade Marcel Picot Spectateurs : 15 328 Arbitrage : Damien Ledentu |
| 16/12/2009 · 19:00 · 13e place, 23 points · | rapport                 |         |          | Stade Marcel Picot Spectateurs : 15 328 Arbitrage : Damien Ledentu | Stade Marcel Picot Spectateurs : 15 328 Arbitrage : Damien Ledentu |

| 18e journée                                 | Montpellier HSC           | 0 - 2   | AS Nancy-Lorraine |                                                                         |                                                                         |
| 19/12/2009 · 19:00 · 11e place, 26 points · | Bakar 32e · Berenguer 39e | (0 - 2) |                   | Stade de la Mosson Spectateurs : Huis clos Arbitrage : Alexandre Castro | Stade de la Mosson Spectateurs : Huis clos Arbitrage : Alexandre Castro |
| 19/12/2009 · 19:00 · 11e place, 26 points · | rapport                   |         |                   | Stade de la Mosson Spectateurs : Huis clos Arbitrage : Alexandre Castro | Stade de la Mosson Spectateurs : Huis clos Arbitrage : Alexandre Castro |

| 19e journée                                 | AS Nancy-Lorraine                               | 0 - 4   | Lille OSC |                                                                  |                                                                  |
| 23/12/2009 · 19:00 · 12e place, 26 points · | Hazard 41e · Gervinho 50e 72e · Frau 59e (pen.) | (0 - 1) |           | Stade Marcel Picot Spectateurs : 15 649 Arbitrage : Pascal Viléo | Stade Marcel Picot Spectateurs : 15 649 Arbitrage : Pascal Viléo |
| 23/12/2009 · 19:00 · 12e place, 26 points · | rapport                                         |         |           | Stade Marcel Picot Spectateurs : 15 649 Arbitrage : Pascal Viléo | Stade Marcel Picot Spectateurs : 15 649 Arbitrage : Pascal Viléo |

### Phase retour
| 20e journée                                 | AS Nancy-Lorraine | 0 - 2   | Olympique lyonnais      |                                                                      |                                                                      |
| 16/01/2010 · 21:00 · 14e place, 26 points · |                   | (0 - 0) | 79e Cris · 86e Gonalons | Stade Marcel Picot Spectateurs : 16 097 Arbitrage : Hervé Piccirillo | Stade Marcel Picot Spectateurs : 16 097 Arbitrage : Hervé Piccirillo |
| 16/01/2010 · 21:00 · 14e place, 26 points · | rapport           |         |                         | Stade Marcel Picot Spectateurs : 16 097 Arbitrage : Hervé Piccirillo | Stade Marcel Picot Spectateurs : 16 097 Arbitrage : Hervé Piccirillo |

| 21e journée                                 | Toulouse FC | 0 - 0   | AS Nancy-Lorraine |                                                          |                                                          |
| 20/01/2010 · 19:00 · 14e place, 27 points · |             | (0 - 0) |                   | Stadium Spectateurs : 13 937 Arbitrage : Lionel Jaffredo | Stadium Spectateurs : 13 937 Arbitrage : Lionel Jaffredo |
| 20/01/2010 · 19:00 · 14e place, 27 points · | rapport     |         |                   | Stadium Spectateurs : 13 937 Arbitrage : Lionel Jaffredo | Stadium Spectateurs : 13 937 Arbitrage : Lionel Jaffredo |

| 22e journée                                 | AS Nancy-Lorraine | 1 - 0   | FC Lorient |                                                                  |                                                                  |
| 30/01/2010 · 19:00 · 12e place, 30 points · | Hadji 41e         | (1 - 0) |            | Stade Marcel Picot Spectateurs : 13 878 Arbitrage : Ruddy Buquet | Stade Marcel Picot Spectateurs : 13 878 Arbitrage : Ruddy Buquet |
| 30/01/2010 · 19:00 · 12e place, 30 points · | rapport           |         |            | Stade Marcel Picot Spectateurs : 13 878 Arbitrage : Ruddy Buquet | Stade Marcel Picot Spectateurs : 13 878 Arbitrage : Ruddy Buquet |

| 23e journée                                 | FC Sochaux | 1 - 1   | AS Nancy-Lorraine |                                                                   |                                                                   |
| 20/01/2010 · 19:00 · 12e place, 31 points · | Dalmat 52e | (0 - 1) | 32e Dia           | Stade Auguste-Bonal Spectateurs : 11 057 Arbitrage : Pascal Vileo | Stade Auguste-Bonal Spectateurs : 11 057 Arbitrage : Pascal Vileo |
| 20/01/2010 · 19:00 · 12e place, 31 points · | rapport    |         |                   | Stade Auguste-Bonal Spectateurs : 11 057 Arbitrage : Pascal Vileo | Stade Auguste-Bonal Spectateurs : 11 057 Arbitrage : Pascal Vileo |

| 24e journée      | AS Nancy-Lorraine | 0 - 0 | Paris Saint-Germain |                    |                    |
| 13/02/2010 19:00 |                   |       |                     | Stade Marcel Picot | Stade Marcel Picot |

| 25e journée | Olympique de Marseille | 3 - 1 | AS Nancy-Lorraine |                 |                 |
| 21/02/2010  |                        |       |                   | Stade Vélodrome | Stade Vélodrome |

| 26e journée | AS Nancy-Lorraine | 0 - 2 | Grenoble |                    |                    |
| 21/02/2010  |                   |       |          | Stade Marcel Picot | Stade Marcel Picot |

| 27e journée | Nice | 2 - 3 | AS Nancy-Lorraine |  |
| 06/03/2010  |      |       |                   |  |

| 28e journée | AS Nancy-Lorraine | 1 - 3 | Boulogne-sur-Mer |                    |                    |
| 13/03/2010  |                   |       |                  | Stade Marcel Picot | Stade Marcel Picot |

| 29e journée | Saint-Étienne | 0 - 0 | AS Nancy-Lorraine |  |
| 20/03/2010  |               |       |                   |  |

| 30e journée | AS Nancy-Lorraine | 5 - 1 | RC Lens |  |
| 28/03/2010  |                   |       |         |  |

| 31e journée | Bordeaux | 1 - 2 | AS Nancy-Lorraine |  |
| 3/04/2010   |          |       |                   |  |

| 32e journée | AS Nancy-Lorraine | 0 - 1 | AJ Auxerre |  |
| 11/04/2010  |                   |       |            |  |

| 33e journée | Rennes | 0 - 0 | AS Nancy-Lorraine |  |
| 17/04/2010  |        |       |                   |  |

| 34e journée | AS Nancy-Lorraine | 0 - 0 | Montpellier |  |
| 24/04/2010  |                   |       |             |  |

| 35e journée | Lille | 3 - 1 | AS Nancy-Lorraine |  |
| 2/5/2010    |       |       |                   |  |

| 36e journée | AS Nancy-Lorraine | 3 - 2 | Le Mans |  |  |
|             |                   |       |         |  |  |

| 37e journée | AS Monaco | 2 - 1 | AS Nancy-Lorraine |  |
| 8/5/2010    |           |       |                   |  |

| 38e journée | AS Nancy-Lorraine | 1 - 1 | Valenciennes    |  |  |
| 15/05/2010  | 39e Hadji         |       | 64e Angoua Brou |  |  |

## Coupe de la Ligue
| 16e de finale    | AS Nancy-Lorraine   | 2 - 0   | AS Monaco FC |                                                                  |                                                                  |
| 23/09/2009 20:45 | Feret 12e · Dia 82e | (1 - 0) |              | Stade Marcel Picot Spectateurs : 15 020 Arbitrage : Tony Chapron | Stade Marcel Picot Spectateurs : 15 020 Arbitrage : Tony Chapron |
| 23/09/2009 20:45 | rapport             |         |              | Stade Marcel Picot Spectateurs : 15 020 Arbitrage : Tony Chapron | Stade Marcel Picot Spectateurs : 15 020 Arbitrage : Tony Chapron |

| 8e de finale     | Toulouse FC                                   | 3 - 0   | AS Nancy-Lorraine |                                                           |                                                           |
| 13/01/2010 19:00 | Macaluso 32e (csc) · Machado 45e · Dupuis 48e | (2 - 0) |                   | Stadium Spectateurs : 5 088 Arbitrage : Sébastien Moreira | Stadium Spectateurs : 5 088 Arbitrage : Sébastien Moreira |

## Coupe de France
| 32e de finale    | Thiers SA (CFA 2 (Div 5))                     | 1 - 1 2 - 3 t. a. b. | AS Nancy-Lorraine                              |                                                                                    |                                                                                    |
| 24/01/2010 14:00 | Abessolo 23e                                  | (1 - 0)              | 66e Curbelo                                    | Stade Anthonin Chastel (Thiers) Spectateurs : environ 3 000 Arbitrage : Bruno Coué | Stade Anthonin Chastel (Thiers) Spectateurs : environ 3 000 Arbitrage : Bruno Coué |
| 24/01/2010 14:00 | rapport                                       |                      |                                                | Stade Anthonin Chastel (Thiers) Spectateurs : environ 3 000 Arbitrage : Bruno Coué | Stade Anthonin Chastel (Thiers) Spectateurs : environ 3 000 Arbitrage : Bruno Coué |
| 24/01/2010 14:00 | Prebin · Maltrait · Mas · Laissaoui · Morgeat | Tirs au but 2 - 3    | André Luiz · Malonga · Féret · Damian Macaluso | Stade Anthonin Chastel (Thiers) Spectateurs : environ 3 000 Arbitrage : Bruno Coué | Stade Anthonin Chastel (Thiers) Spectateurs : environ 3 000 Arbitrage : Bruno Coué |

| 16e de finale    | AS Nancy-Lorraine | 0 - 2   | Plabennec (National (Div. 3)) |                                                                  |                                                                  |
| 27/01/2010 19:00 |                   | (0 - 0) | 58e Créhin · 60e Abiven       | Stade Marcel Picot Spectateurs : 4 007 Arbitrage : Fredy Fautrel | Stade Marcel Picot Spectateurs : 4 007 Arbitrage : Fredy Fautrel |